# Campionati mondiali di sollevamento pesi 1964
I Campionati mondiali di sollevamento pesi 1964, 39ª edizione della manifestazione, si svolsero a Tokyo, alla Shibuya Kōkaidō, dall'11 al 18 ottobre 1964. Il torneo faceva parte dei Giochi della XVIII Olimpiade e, per la prima volta, erano validi anche per il titolo mondiale.
I titoli mondiali furono assegnati soltanto nel totale dell'esercizio. Nelle tre singole specialità vennero stilate le classifiche ma le medaglie non furono assegnate. Germania Est e Germania Ovest si presentarono per la prima e ultima volta insieme in un torneo mondiale di sollevamento pesi (e, per la terza volta, olimpico dopo le gare delle Olimpiadi di Melbourne 1956 e di Roma 1960, che non erano valevoli per il titolo mondiale) con la denominazione Squadra Unificata Tedesca.

## Titoli in palio
| Categoria            | Eventi         | Atleti |
| -------------------- | -------------- | ------ |
| Pesi gallo           | Fino a 56 kg   | 24     |
| Pesi piuma           | Fino a 60 kg   | 22     |
| Pesi leggeri         | Fino a 67.5 kg | 20     |
| Pesi medi            | Fino a 75 kg   | 19     |
| Pesi massimi leggeri | Fino a 82.5 kg | 24     |
| Pesi mediomassimi    | Fino a 90 kg   | 19     |
| Pesi massimi         | Oltre i 90 kg  | 21     |

## Calendario eventi
Le sette gare erano distribuite in otto giorni, con una pausa il 15 ottobre.
| Giorno→ Categoria ↓ | Do 11 | Lu 12 | Ma 13 | Me 14 | Gi 15 | Ve 16 | Sa 17 | Do 18 |
| ------------------- | ----- | ----- | ----- | ----- | ----- | ----- | ----- | ----- |
| 56 kg               | ●     |       |       |       |       |       |       |       |
| 60 kg               |       | ●     |       |       |       |       |       |       |
| 67,5 kg             |       |       | ●     |       |       |       |       |       |
| 75 kg               |       |       |       | ●     |       |       |       |       |
| 82,5 kg             |       |       |       |       |       | ●     |       |       |
| 90 kg               |       |       |       |       |       |       | ●     |       |
| + 90 kg             |       |       |       |       |       |       |       | ●     |

## Nazioni partecipanti
Le nazioni che hanno partecipato ai campionati furono 42 per un totale di 149 atleti partecipanti. Tra questi, la suddivisione continentale è la seguente: 59 atleti europei, 25 americani, 7 africani, 50 asiatici e 8 oceaniani. Tra parentesi i partecipanti per nazione.
- Antille Olandesi (3)
- Argentina (2)
- Australia (7)
- Austria (3)
- Belgio (1)
- Birmania (3)
- Bulgaria (5)
- Canada (3)
- Cecoslovacchia (2)
- Corea del Sud (7)
- Cuba (1)
- Filippine (1)
- Finlandia (4)
- Francia (2)
- Giappone (7)
- Guyana britannica (1)
- India (2)
- Iran (5)
- Iraq (7)
- Italia (2)
- Malaysia (6)
- Marocco (2)
- Messico (1)
- Monaco (1)
- Nuova Zelanda (1)
- Pakistan (1)
- Panama (1)
- Polonia (7)
- Porto Rico (4)
- Regno Unito (5)
- Rep. Araba Unita (5)
- Romania (2)
- Squadra Unificata Tedesca (6)[5]
- Stati Uniti (7)
- Svezia (3)
- Svizzera (1)
- Taiwan (7)
- Thailandia (4)
- Trinidad e Tobago (2)
- Turchia (1)
- Ungheria (7)
- Unione Sovietica (7)

## Risultati
Nell'ambito dei campionati, furono stabiliti undici record mondiali: cinque nel totale dell'esercizio (uno assegnato a pari merito) e sei nelle singole specialità (tre assegnati a pari merito).
| Evento                 | Oro                  | Oro   | Argento           | Argento | Bronzo             | Bronzo |
| ---------------------- | -------------------- | ----- | ----------------- | ------- | ------------------ | ------ |
| 56 kg (dettagli)       | Aleksej Vachonin     | 357,5 | Imre Földi        | 355,0   | Shirō Ichinoseki   | 347,5  |
| 60 kg (dettagli)       | Yoshinobu Miyake     | 397,5 | Isaac Berger      | 382,5   | Mieczysław Nowak   | 377,5  |
| 67,5 kg (dettagli)     | Waldemar Baszanowski | 432,5 | Vladimir Kaplunov | 432,5   | Marian Zieliński   | 420,0  |
| 75 kg (dettagli)       | Hans Zdražila        | 445,0 | Viktor Kurencov   | 440,0   | Masashi Ōuchi      | 437,5  |
| 82.5 kg (dettagli)     | Rudol'f Pljukfel'der | 475,0 | Géza Tóth         | 467,5   | Győző Veres        | 467,5  |
| 90 kg (dettagli)       | Vladimir Golovanov   | 487,5 | Louis Martin      | 475,0   | Ireneusz Paliński  | 467,5  |
| Oltre 90 kg (dettagli) | Leonid Žabotyns'kyj  | 572,5 | Jurij Vlasov      | 570,0   | Norbert Schemansky | 537,5  |

## Medagliere
| Posiz. | Nazione          | Oro | Argento | Bronzo | Totale |
| ------ | ---------------- | --- | ------- | ------ | ------ |
| 1      | Unione Sovietica | 4   | 3       | 0      | 7      |
| 2      | Polonia          | 1   | 0       | 3      | 4      |
| 3      | Giappone         | 1   | 0       | 2      | 3      |
| 4      | Cecoslovacchia   | 1   | 0       | 0      | 1      |
| 5      | Ungheria         | 0   | 2       | 1      | 3      |
| 6      | Stati Uniti      | 0   | 1       | 1      | 2      |
| 7      | Regno Unito      | 0   | 1       | 0      | 1      |
| Totale | Totale           | 7   | 7       | 7      | 21     |

## Classifica a squadre
Il sistema di punteggio è basato sui punti distribuiti per l'esercizio totale in base allo schema adottato nel 1958:
| Pos. | Squadra          | Punti |
| ---- | ---------------- | ----- |
| 1    | Unione Sovietica | 43    |
| 2    | Ungheria         | 28    |
| 3    | Polonia          | 25    |
| 4    | Stati Uniti      | 20    |
| 5    | Giappone         | 12    |
| 6    | Cecoslovacchia   | 9     |
| 7    | Corea del Sud    | 7     |
| 8    | Regno Unito      | 5     |
| 9    | Italia           | 2     |
| 9    | Romania          | 2     |
| 11   | Rep. Araba Unita | 1     |

## Gare

### Fino a 56 kg.
| Pos. | Atleta                   | Peso atleta | Distensione (kg) | Distensione (kg) | Distensione (kg) | Distensione (kg) | Strappo (kg) | Strappo (kg) | Strappo (kg) | Strappo (kg) | Slancio (kg) | Slancio (kg) | Slancio (kg) | Slancio (kg) | Totale |
| Pos. | Atleta                   | Peso atleta | 1                | 2                | 3                | Pos.             | 1            | 2            | 3            | Pos.         | 1            | 2            | 3            | Pos.         | Totale |
| ---- | ------------------------ | ----------- | ---------------- | ---------------- | ---------------- | ---------------- | ------------ | ------------ | ------------ | ------------ | ------------ | ------------ | ------------ | ------------ | ------ |
|      | Aleksej Vachonin (URS)   | 55.75       | 105.0            | 110.0            | 112.5            | 2                | 100.0        | 105.0        | 105.0        | 4            | 137.5        | 142.5        | —            | 1            | 357.5  |
|      | Imre Földi (HUN)         | 55.30       | 110.0            | 115.0            | 117.5            | 1                | 97.5         | 102.5        | 105.0        | 5            | 132.5        | 137.5        | 137.5        | 2            | 355.0  |
|      | Shirō Ichinoseki (JPN)   | 55.70       | 100.0            | 105.0            | 105.0            | 10               | 105.0        | 110.0        | 112.5        | 1            | 132.5        | 137.5        | 147.5        | 3            | 347.5  |
| 4    | Henryk Trębicki (POL)    | 55.75       | 90.0             | 105.0            | 107.5            | 5                | 97.5         | 102.5        | 105.0        | 6            | 130.0        | 135.0        | 137.5        | 6            | 342.5  |
| 5    | Yang Mu-Sin (KOR)        | 55.50       | 90.0             | 95.0             | 97.5             | 13               | 100.0        | 105.0        | 107.5        | 2            | 130.0        | 135.0        | 135.0        | 5            | 340.0  |
| 6    | Yukio Furuyama (JPN)     | 55.85       | 100.0            | 105.0            | 107.5            | 6                | 100.0        | 105.0        | 105.0        | 9            | 130.0        | 130.0        | 135.0        | 10           | 335.0  |
| 7    | Yu In-Ho (KOR)           | 55.90       | 92.5             | 92.5             | 97.5             | 14               | 95.0         | 100.0        | 102.5        | 10           | 130.0        | 137.5        | 137.5        | 4            | 335.0  |
| 8    | Martin Dias (BGU)        | 55.95       | 100.0            | 100.0            | 100.0            | 12               | 97.5         | 102.5        | 105.0        | 7            | 127.5        | 127.5        | 132.5        | 7            | 335.0  |
| 9    | Róbert Nagy (HUN)        | 55.40       | 95.0             | 100.0            | 102.5            | 9                | 100.0        | 100.0        | 105.0        | 3            | 125.0        | 130.0        | 130.0        | 15           | 330.0  |
| 10   | Rajabi Eslami (IRI)      | 55.80       | 100.0            | 100.0            | 100.0            | 11               | 95.0         | 100.0        | 102.5        | 8            | 125.0        | 130.0        | 130.0        | 9            | 330.0  |
| 11   | Mohamed Herit (UAR)      | 55.80       | 95.0             | 100.0            | 102.5            | 8                | 92.5         | 97.5         | 100.0        | 11           | 122.5        | 127.5        | 127.5        | 13           | 327.5  |
| 12   | Renzo Grandi (ITA)       | 55.90       | 97.5             | 102.5            | 105.0            | 7                | 87.5         | 92.5         | 95.0         | 17           | 125.0        | 130.0        | 132.5        | 11           | 327.5  |
| 13   | Fernando Báez (PUR)      | 55.70       | 107.5            | 107.5            | 115.0            | 3                | 82.5         | 87.5         | 92.5         | 21           | 122.5        | 127.5        | 132.5        | 12           | 322.5  |
| 14   | Mohon Lal Ghosh (IND)    | 55.65       | 87.5             | 92.5             | 92.5             | 21               | 87.5         | 95.0         | 100.0        | 16           | 120.0        | 130.0        | 140.0        | 8            | 312.5  |
| 15   | Mohammad Nassiri (IRN)   | 54.10       | 97.5             | 102.5            | 105.0            | 4                | 85.0         | 90.0         | 90.0         | 22           | 120.0        | 120.0        | 120.0        | 19           | 310.0  |
| 16   | Chit Mya (MMR 1948-1974) | 55.55       | 90.0             | 95.0             | 95.0             | 18               | 95.0         | 100.0        | 100.0        | 15           | 125.0        | 130.0        | 130.0        | 16           | 310.0  |
| 17   | Chua Phung Kim (MYS)     | 55.45       | 90.0             | 95.0             | 95.0             | 17               | 95.0         | 100.0        | 100.0        | 14           | 117.5        | 122.5        | 125.0        | 17           | 307.5  |
| 18   | Chaiya Sukchinda (THA)   | 53.30       | 87.5             | 87.5             | 92.5             | 19               | 87.5         | 92.5         | 95.0         | 12           | 120.0        | 125.0        | 125.0        | 18           | 302.5  |
| 19   | Hector Curiel (AHO)      | 55.35       | 85.0             | 85.0             | 90.0             | 22               | 85.0         | 90.0         | 92.5         | 18           | 120.0        | 125.0        | 127.5        | 14           | 300.0  |
| 20   | Muhammad Azam (PAK)      | 55.05       | 82.5             | 87.5             | 90.0             | 20               | 82.5         | 87.5         | 90.0         | 20           | 115.0        | 120.0        | 122.5        | 20           | 295.0  |
| 21   | Gerald Hay (AUS)         | 55.10       | 75.0             | 80.0             | 82.5             | 24               | 90.0         | 95.0         | 95.0         | 13           | 115.0        | 122.5        | 122.5        | 21           | 290.0  |
| 22   | Sam Coffa (AUS)          | 55.55       | 82.5             | 87.5             | 87.5             | 23               | 82.5         | 87.5         | 87.5         | 23           | 102.5        | 110.0        | 112.5        | 22           | 275.0  |
| —    | Chung Nan-Fei (TWN)      | 55.55       | 95.0             | 95.0             | 100.0            | 16               | 92.5         | 92.5         | 92.5         | —            | —            | —            | —            | —            | —      |
| —    | Sermbhan Chongrak (THA)  | 55.75       | 95.0             | 100.0            | 100.0            | 15               | 90.0         | 95.0         | 95.0         | 19           | 120.0        | 120.0        | 120.0        | —            | —      |

### Fino a 60 kg.
| Pos. | Atleta                       | Peso atleta | Distensione (kg) | Distensione (kg) | Distensione (kg) | Distensione (kg) | Strappo (kg) | Strappo (kg) | Strappo (kg) | Strappo (kg) | Slancio (kg) | Slancio (kg) | Slancio (kg) | Slancio (kg) | Totale |
| Pos. | Atleta                       | Peso atleta | 1                | 2                | 3                | Pos.             | 1            | 2            | 3            | Pos.         | 1            | 2            | 3            | Pos.         | Totale |
| ---- | ---------------------------- | ----------- | ---------------- | ---------------- | ---------------- | ---------------- | ------------ | ------------ | ------------ | ------------ | ------------ | ------------ | ------------ | ------------ | ------ |
|      | Yoshinobu Miyake (JPN)       | 59.35       | 115.0            | 120.0            | 122.5            | 1                | 115.0        | 120.0        | 122.5        | 1            | 145.0        | 150.0        | 152.5        | 1            | 397.5  |
|      | Isaac Berger (USA)           | 59.55       | 117.5            | 122.5            | 122.5            | 2                | 107.5        | 112.5        | 112.5        | 6            | 145.0        | 150.0        | 152.5        | 2            | 382.5  |
|      | Mieczysław Nowak (POL)       | 59.85       | 107.5            | 112.5            | 112.5            | 7                | 105.0        | 110.0        | 115.0        | 3            | 145.0        | 150.0        | 157.5        | 3            | 377.5  |
| 4    | Hiroshi Fukuda (JPN)         | 59.55       | 120.0            | 125.0            | 125.0            | 3                | 110.0        | 110.0        | 115.0        | 2            | 140.0        | 145.0        | 145.0        | 5            | 375.0  |
| 5    | Sebastiano Mannironi (ITA)   | 59.70       | 105.0            | 110.0            | 112.5            | 6                | 107.5        | 112.5        | 115.0        | 4            | 137.5        | 142.5        | 145.0        | 4            | 370.0  |
| 6    | Kim Hae-Nam (KOR)            | 59.80       | 107.5            | 112.5            | 115.0            | 5                | 107.5        | 112.5        | 115.0        | 5            | 140.0        | 145.0        | 147.5        | 7            | 367.5  |
| 7    | Rudolf Kozłowski (POL)       | 59.55       | 110.0            | 115.0            | 115.0            | 8                | 102.5        | 102.5        | 107.5        | 7            | 140.0        | 152.5        | 152.5        | 6            | 357.5  |
| 8    | Hosni Abbas (UAR)            | 59.65       | 100.0            | 105.0            | 107.5            | 13               | 92.5         | 100.0        | 102.5        | 11           | 132.5        | 137.5        | 137.5        | 8            | 342.5  |
| 9    | Ildefonso Lee (PAN)          | 59.15       | 100.0            | 105.0            | 107.5            | 12               | 95.0         | 100.0        | 102.5        | 9            | 125.0        | 130.0        | 132.5        | 9            | 340.0  |
| 10   | Chung Kum Weng (MYS)         | 59.80       | 100.0            | 107.5            | 110.0            | 9                | 92.5         | 97.5         | 97.5         | 18           | 122.5        | 130.0        | 132.5        | 10           | 335.0  |
| 11   | Martin Eberle (GER)          | 59.95       | 100.0            | 105.0            | 107.5            | 11               | 92.5         | 97.5         | 97.5         | 14           | 120.0        | 130.0        | 135.0        | 14           | 335.0  |
| 12   | Pedro Serrano (PUR)          | 59.95       | 95.0             | 100.0            | 102.5            | 15               | 97.5         | 105.0        | 107.5        | 8            | 127.5        | 132.5        | 132.5        | 15           | 332.5  |
| 13   | Laxmi Kanta Das (IND)        | 60.00       | 95.0             | 95.0             | 100.0            | 16               | 95.0         | 100.0        | 100.0        | 12           | 125.0        | 132.5        | 137.5        | 11           | 332.5  |
| 14   | Zuhair Elia Mansour (IRQ)    | 59.40       | 100.0            | 107.5            | 112.5            | 10               | 90.0         | 95.0         | 97.5         | 13           | 125.0        | 130.0        | 130.0        | 17           | 330.0  |
| 15   | George Newton (GBR)          | 59.75       | 100.0            | 105.0            | 105.0            | 14               | 95.0         | 100.0        | 102.5        | 10           | 122.5        | 122.5        | 132.5        | 19           | 325.0  |
| 16   | Chang Ming-Chung (TWN)       | 59.25       | 97.5             | 97.5             | 97.5             | 17               | 95.0         | 95.0         | 95.0         | 15           | 130.0        | 135.0        | 135.0        | 12           | 322.5  |
| 17   | Mauro Alanís (MEX)           | 59.45       | 90.0             | 95.0             | 97.5             | 20               | 85.0         | 90.0         | 92.5         | 19           | 130.0        | 135.0        | 135.0        | 13           | 315.0  |
| 18   | Allen Salter (CAN 1957-1965) | 58.95       | 95.0             | 100.0            | 100.0            | 18               | 92.5         | 97.5         | 97.5         | 17           | 125.0        | 125.0        | 132.5        | 16           | 312.5  |
| 19   | Antonio Marguccio (AUS)      | 59.90       | 77.5             | 82.5             | 87.5             | 22               | 87.5         | 95.0         | 100.0        | 16           | 117.5        | 125.0        | 135.0        | 18           | 307.5  |
| 20   | Enar Edberg (SWE)            | 59.50       | 95.0             | 100.0            | 100.0            | 21               | 90.0         | 95.0         | 95.0         | 20           | 120.0        | 120.0        | 125.0        | 20           | 305.0  |
| —    | Balaș Fitzi (ROU)            | 59.25       | 107.5            | 107.5            | 115.0            | 4                | 100.0        | 100.0        | 100.0        | —            | —            | —            | —            | —            | —      |
| —    | Sanun Tiamsert (THA)         | 59.70       | 90.0             | 95.0             | 100.0            | 19               | 80.0         | 85.0         | 85.0         | 21           | 120.0        | 120.0        | —            | —            | —      |

### Fino a 67,5 kg.
| Pos. | Atleta                     | Peso atleta | Distensione (kg) | Distensione (kg) | Distensione (kg) | Distensione (kg) | Strappo (kg) | Strappo (kg) | Strappo (kg) | Strappo (kg) | Slancio (kg) | Slancio (kg) | Slancio (kg) | Slancio (kg) | Totale |
| Pos. | Atleta                     | Peso atleta | 1                | 2                | 3                | Pos.             | 1            | 2            | 3            | Pos.         | 1            | 2            | 3            | Pos.         | Totale |
| ---- | -------------------------- | ----------- | ---------------- | ---------------- | ---------------- | ---------------- | ------------ | ------------ | ------------ | ------------ | ------------ | ------------ | ------------ | ------------ | ------ |
|      | Waldemar Baszanowski (POL) | 67.15       | 125.0            | 130.0            | 132.5            | 3                | 127.5        | 132.5        | 135.0        | 1            | 160.0        | 165.0        | 165.0        | 1            | 432.5  |
|      | Vladimir Kaplunov (URS)    | 67.50       | 135.0            | 140.0            | 142.5            | 2                | 120.0        | 125.0        | 127.5        | 2            | 160.0        | 165.0        | 167.5        | 2            | 432.5  |
|      | Marian Zieliński (POL)     | 66.65       | 130.0            | 135.0            | 140.0            | 1                | 120.0        | 120.0        | 120.0        | 4            | 160.0        | 172.5        | 172.5        | 3            | 420.0  |
| 4    | Tony Garcy (USA)           | 67.50       | 122.5            | 127.5            | 132.5            | 5                | 120.0        | 125.0        | 130.0        | 3            | 155.0        | 160.0        | 160.0        | 4            | 412.5  |
| 5    | Zdeněk Otáhal (TCH)        | 66.85       | 122.5            | 127.5            | 130.0            | 4                | 112.5        | 112.5        | 117.5        | 7            | 145.0        | 150.0        | 152.5        | 7            | 400.0  |
| 6    | Hiroshi Yamazaki (JPN)     | 67.40       | 117.5            | 117.5            | 120.0            | 11               | 110.0        | 115.0        | 120.0        | 6            | 155.0        | 155.0        | 157.5        | 5            | 397.5  |
| 7    | Parviz Jalayer (IRN)       | 67.30       | 112.5            | 117.5            | 120.0            | 10               | 112.5        | 120.0        | 122.5        | 5            | 150.0        | 155.0        | 157.5        | 6            | 395.0  |
| 8    | Alfred Kornprobst (GER)    | 67.40       | 110.0            | 117.5            | 122.5            | 8                | 105.0        | 110.0        | 112.5        | 10           | 140.0        | 147.5        | 150.0        | 8            | 385.0  |
| 9    | Saleh Hussain (UAR)        | 66.80       | 120.0            | 125.0            | 125.0            | 6                | 107.5        | 112.5        | 115.0        | 8            | 137.5        | 142.5        | 147.5        | 12           | 382.5  |
| 10   | Mahmoud Rashid (IRQ)       | 66.75       | 112.5            | 117.5            | 120.0            | 12               | 105.0        | 110.0        | 112.5        | 9            | 132.5        | 137.5        | 137.5        | 15           | 367.5  |
| 11   | Hugo Gittens (TTO)         | 67.25       | 112.5            | 117.5            | 122.5            | 13               | 100.0        | 105.0        | 107.5        | 15           | 137.5        | 142.5        | 145.0        | 10           | 367.5  |
| 12   | Aziz Abbas (IRQ)           | 66.70       | 110.0            | 115.0            | 115.0            | 14               | 100.0        | 105.0        | 107.5        | 11           | 142.5        | 147.5        | 147.5        | 11           | 365.0  |
| 13   | Mya Thein (MMR 1948-1974)  | 66.75       | 105.0            | 110.0            | 115.0            | 16               | 105.0        | 110.0        | 110.0        | 14           | 140.0        | 145.0        | 152.5        | 9            | 360.0  |
| 14   | Philippe Lab (SUI)         | 67.25       | 112.5            | 117.5            | 117.5            | 15               | 100.0        | 105.0        | 107.5        | 13           | 140.0        | 140.0        | 145.0        | 13           | 360.0  |
| 15   | Bogomil Petrov (BUL)       | 66.95       | 125.0            | 130.0            | 130.0            | 7                | 100.0        | 107.5        | 107.5        | 12           | 125.0        | 135.0        | 135.0        | 19           | 357.5  |
| 16   | Sven-Erik Westlin (SWE)    | 67.40       | 105.0            | 105.0            | 110.0            | 17               | 97.5         | 102.5        | 105.0        | 17           | 140.0        | 140.0        | 145.0        | 14           | 352.5  |
| 17   | Rudy Monk (AHO)            | 67.10       | 112.5            | 112.5            | 120.0            | 9                | 100.0        | 105.0        | 105.0        | 18           | 130.0        | 130.0        | 137.5        | 18           | 350.0  |
| 18   | Niras Haroon (THA)         | 67.10       | 100.0            | 105.0            | 105.0            | 18               | 100.0        | 105.0        | 105.0        | 19           | 137.5        | 142.5        | 142.5        | 16           | 337.5  |
| 19   | Boo Kim Siang (MYS)        | 66.80       | 97.5             | 97.5             | 97.5             | 19               | 97.5         | 102.5        | 102.5        | 16           | 135.0        | 135.0        | 142.5        | 17           | 335.0  |
| —    | Yeh Juei-Feng (TWN)        | 65.50       | 102.5            | 102.5            | 102.5            | —                | —            | —            | —            | —            | —            | —            | —            | —            | —      |

### Fino a 75 kg.
| Pos. | Atleta                          | Peso atleta | Distensione (kg) | Distensione (kg) | Distensione (kg) | Distensione (kg) | Strappo (kg) | Strappo (kg) | Strappo (kg) | Strappo (kg) | Slancio (kg) | Slancio (kg) | Slancio (kg) | Slancio (kg) | Totale |
| Pos. | Atleta                          | Peso atleta | 1                | 2                | 3                | Pos.             | 1            | 2            | 3            | Pos.         | 1            | 2            | 3            | Pos.         | Totale |
| ---- | ------------------------------- | ----------- | ---------------- | ---------------- | ---------------- | ---------------- | ------------ | ------------ | ------------ | ------------ | ------------ | ------------ | ------------ | ------------ | ------ |
|      | Hans Zdražila (TCH)             | 74.85       | 125.0            | 130.0            | 132.5            | 10               | 130.0        | 135.0        | 137.5        | 1            | 172.5        | 177.5        | 177.5        | 1            | 445.0  |
|      | Viktor Kurencov (URS)           | 73.95       | 135.0            | 135.0            | 140.0            | 2                | 125.0        | 130.0        | 130.0        | 4            | 172.5        | 172.5        | 175.0        | 2            | 440.0  |
|      | Masashi Ōuchi (JPN)             | 74.40       | 135.0            | 135.0            | 140.0            | 1                | 127.5        | 132.5        | 135.0        | 2            | 162.5        | 167.5        | 167.5        | 6            | 437.5  |
| 4    | Lee Jong-Seop (KOR)             | 74.80       | 130.0            | 135.0            | 135.0            | 8                | 127.5        | 132.5        | 132.5        | 7            | 165.0        | 170.0        | 175.0        | 3            | 432.5  |
| 5    | Sadahiro Miwa (JPN)             | 74.65       | 120.0            | 120.0            | 125.0            | 15               | 127.5        | 132.5        | 135.0        | 3            | 162.5        | 167.5        | 170.0        | 4            | 422.5  |
| 6    | Mihály Huszka (HUN)             | 74.80       | 135.0            | 135.0            | 135.0            | 4                | 120.0        | 125.0        | 127.5        | 10           | 160.0        | 165.0        | 165.0        | 8            | 420.0  |
| 7    | Rolf Maier (FRA)                | 74.75       | 120.0            | 127.5            | 130.0            | 7                | 115.0        | 120.0        | 122.5        | 12           | 157.5        | 162.5        | 165.0        | 5            | 417.5  |
| 8    | Velichko Konarov (BUL)          | 74.45       | 125.0            | 130.0            | 135.0            | 5                | 125.0        | 130.0        | 130.0        | 5            | 155.0        | 160.0        | 160.0        | 12           | 415.0  |
| 9    | Víctor Ángel Pagán (PUR)        | 74.65       | 120.0            | 127.5            | 127.5            | 12               | 122.5        | 127.5        | 127.5        | 6            | 155.0        | 160.0        | 160.0        | 7            | 415.0  |
| 10   | Mohammed Nadum (IRQ)            | 74.00       | 120.0            | 125.0            | 127.5            | 11               | 120.0        | 125.0        | 127.5        | 8            | 145.0        | 150.0        | 155.0        | 10           | 407.5  |
| 11   | Tan Howe Liang (MYS)            | 74.45       | 130.0            | 130.0            | 132.5            | 6                | 115.0        | 120.0        | 120.0        | 15           | 155.0        | 162.5        | 162.5        | 13           | 400.0  |
| 12   | Chao Cheng-Hsueng (TWN)         | 73.90       | 107.5            | 115.0            | 120.0            | 14               | 112.5        | 120.0        | 120.0        | 13           | 150.0        | 157.5        | 167.5        | 9            | 397.5  |
| 13   | Pierre St. Jean (CAN 1957-1965) | 74.25       | 115.0            | 122.5            | 122.5            | 17               | 117.5        | 125.0        | 125.0        | 9            | 147.5        | 155.0        | 160.0        | 11           | 395.0  |
| 14   | Mike Pearman (GBR)              | 74.90       | 115.0            | 120.0            | 122.5            | 16               | 112.5        | 117.5        | 117.5        | 14           | 145.0        | 150.0        | 155.0        | 15           | 387.5  |
| 15   | Pe Aye (MMR 1948-1974)          | 73.65       | 122.5            | 122.5            | 130.0            | 13               | 112.5        | 117.5        | 117.5        | 17           | 145.0        | 150.0        | 150.0        | 14           | 385.0  |
| 16   | Joseph Haydar (AUS)             | 74.85       | 112.5            | 112.5            | 117.5            | 19               | 110.0        | 115.0        | 115.0        | 16           | 140.0        | 145.0        | 147.5        | 16           | 375.0  |
| 17   | Abderrahim Tazi (MAR)           | 73.35       | 107.5            | 112.5            | 115.0            | 18               | 102.5        | 107.5        | 110.0        | 18           | 130.0        | 135.0        | 140.0        | 17           | 355.0  |
| —    | Werner Dittrich (GER)           | 74.80       | 135.0            | 140.0            | 140.0            | 3                | 125.0        | 125.0        | 125.0        | —            | —            | —            | —            | —            | —      |
| —    | Heo Chang-Beom (KOR)            | 74.40       | 130.0            | 135.0            | 135.0            | 9                | 120.0        | 125.0        | 127.5        | 11           | 165.0        | 165.0        | 165.0        | —            | —      |

### Fino a 82,5 kg.
| Pos. | Atleta                      | Peso atleta | Distensione (kg) | Distensione (kg) | Distensione (kg) | Distensione (kg) | Strappo (kg) | Strappo (kg) | Strappo (kg) | Strappo (kg) | Slancio (kg) | Slancio (kg) | Slancio (kg) | Slancio (kg) | Totale |
| Pos. | Atleta                      | Peso atleta | 1                | 2                | 3                | Pos.             | 1            | 2            | 3            | Pos.         | 1            | 2            | 3            | Pos.         | Totale |
| ---- | --------------------------- | ----------- | ---------------- | ---------------- | ---------------- | ---------------- | ------------ | ------------ | ------------ | ------------ | ------------ | ------------ | ------------ | ------------ | ------ |
|      | Rudol'f Pljukfel'der (URS)  | 81.80       | 150.0            | 155.0            | 155.0            | 3                | 135.0        | 140.0        | 142.5        | 1            | 172.5        | 180.0        | 182.5        | 2            | 475.0  |
|      | Géza Tóth (HUN)             | 81.80       | 140.0            | 145.0            | 145.0            | 5                | 137.5        | 142.5        | 142.5        | 3            | 175.0        | 185.0        | 185.0        | 1            | 467.5  |
|      | Győző Veres (HUN)           | 82.35       | 150.0            | 150.0            | 155.0            | 1                | 130.0        | 135.0        | 137.5        | 6            | 177.5        | 187.5        | 187.5        | 3            | 467.5  |
| 4    | Jerzy Kaczkowski (POL)      | 82.05       | 145.0            | 150.0            | 150.0            | 6                | 130.0        | 135.0        | 135.0        | 7            | 170.0        | 170.0        | 177.5        | 4            | 457.5  |
| 5    | Gary Cleveland (USA)        | 81.75       | 145.0            | 150.0            | 152.5            | 2                | 130.0        | 135.0        | 137.5        | 4            | 167.5        | 172.5        | 172.5        | 9            | 455.0  |
| 6    | Lee Hyeong-U (KOR)          | 82.50       | 140.0            | 145.0            | 147.5            | 7                | 127.5        | 132.5        | 132.5        | 10           | 170.0        | 175.0        | 180.0        | 5            | 452.5  |
| 7    | Kaarlo Kangasniemi (FIN)    | 82.30       | 142.5            | 147.5            | 150.0            | 4                | 130.0        | 135.0        | 137.5        | 5            | 160.0        | 165.0        | 170.0        | 12           | 450.0  |
| 8    | Karl Arnold (GER)           | 80.55       | 140.0            | 140.0            | 145.0            | 8                | 125.0        | 130.0        | 132.5        | 8            | 160.0        | 165.0        | 167.5        | 8            | 440.0  |
| 9    | Jaakko Kailajärvi (FIN)     | 82.25       | 125.0            | 125.0            | 127.5            | 18               | 135.0        | 140.0        | 140.0        | 2            | 170.0        | 175.0        | 175.0        | 6            | 435.0  |
| 10   | Sylvanus Blackman (GBR)     | 82.35       | 130.0            | 137.5            | 137.5            | 13               | 120.0        | 125.0        | 127.5        | 12           | 155.0        | 165.0        | 170.0        | 7            | 427.5  |
| 11   | Stancho Penchev (BUL)       | 80.50       | 135.0            | 135.0            | 140.0            | 9                | 125.0        | 130.0        | 130.0        | 11           | 160.0        | 165.0        | 165.0        | 14           | 425.0  |
| 12   | Reza Estaki (IRN)           | 82.30       | 120.0            | 125.0            | 125.0            | 20               | 127.5        | 132.5        | 135.0        | 9            | 160.0        | 167.5        | 170.0        | 10           | 420.0  |
| 13   | Amer El-Hanafi (UAR)        | 81.60       | 130.0            | 135.0            | 137.5            | 10               | 117.5        | 122.5        | 127.5        | 14           | 155.0        | 160.0        | 165.0        | 16           | 417.5  |
| 14   | Fortunato Rijna (AHO)       | 81.55       | 127.5            | 132.5            | 132.5            | 11               | 112.5        | 117.5        | 122.5        | 17           | 155.0        | 160.0        | 165.0        | 15           | 410.0  |
| 15   | George Manners (GBR)        | 81.70       | 125.0            | 130.0            | 130.0            | 17               | 122.5        | 127.5        | 127.5        | 15           | 155.0        | 162.5        | 170.0        | 13           | 410.0  |
| 16   | René Battaglia (MON)        | 79.30       | 120.0            | 125.0            | 127.5            | 14               | 110.0        | 115.0        | 117.5        | 18           | 155.0        | 160.0        | 165.0        | 11           | 407.5  |
| 17   | George Vakakis (AUS)        | 80.05       | 122.5            | 122.5            | 127.5            | 15               | 117.5        | 122.5        | 125.0        | 13           | 152.5        | 160.0        | 160.0        | 17           | 405.0  |
| 18   | Gerhard Hastik (AUT)        | 81.50       | 125.0            | 130.0            | 132.5            | 12               | 115.0        | 120.0        | 120.0        | 21           | 152.5        | 152.5        | 157.5        | 19           | 397.5  |
| 19   | Artemio Rocamora (PHI)      | 81.00       | 115.0            | 122.5            | 122.5            | 19               | 110.0        | 115.0        | 115.0        | 19           | 147.5        | 152.5        | 157.5        | 18           | 390.0  |
| 20   | Mustapha Adnane (MAR)       | 81.45       | 120.0            | 125.0            | 130.0            | 16               | 105.0        | 110.0        | 115.0        | 20           | 145.0        | 150.0        | 155.0        | 21           | 390.0  |
| 21   | Cheng Cheng-Chung (TWN)     | 81.15       | 115.0            | 122.5            | 122.5            | 21               | 112.5        | 117.5        | 120.0        | 16           | 145.0        | 150.0        | 150.0        | 20           | 385.0  |
| —    | Lim Hiang Kok (MYS)         | 81.00       | 122.5            | 122.5            | 122.5            | —                | —            | —            | —            | —            | —            | —            | —            | —            | —      |
| —    | Martin José Eguiguren (ARG) | 82.00       | 110.0            | 110.0            | 115.0            | 22               | 110.0        | 110.0        | 110.0        | —            | —            | —            | —            | —            | —      |
| DSQ  | Marcel Paterni (FRA)        | 81.65       | 142.5            | 147.5            | 147.5            | —                | 127.5        | 132.5        | 135.0        | —            | 167.5        | 167.5        | 167.5        | —            | —      |

### Fino a 90 kg.
| Pos. | Atleta                     | Peso atleta | Distensione (kg) | Distensione (kg) | Distensione (kg) | Distensione (kg) | Strappo (kg) | Strappo (kg) | Strappo (kg) | Strappo (kg) | Slancio (kg) | Slancio (kg) | Slancio (kg) | Slancio (kg) | Totale |
| Pos. | Atleta                     | Peso atleta | 1                | 2                | 3                | Pos.             | 1            | 2            | 3            | Pos.         | 1            | 2            | 3            | Pos.         | Totale |
| ---- | -------------------------- | ----------- | ---------------- | ---------------- | ---------------- | ---------------- | ------------ | ------------ | ------------ | ------------ | ------------ | ------------ | ------------ | ------------ | ------ |
|      | Vladimir Golovanov (URS)   | 89.80       | 160.0            | 165.0            | 167.5            | 1                | 137.5        | 142.5        | 145.0        | 1            | 180.0        | 185.0        | 185.0        | 5            | 487.5  |
|      | Louis Martin (GBR)         | 89.45       | 147.5            | 155.0            | 160.0            | 2                | 135.0        | 140.0        | 145.0        | 3            | 180.0        | 187.5        | 187.5        | 4            | 475.0  |
|      | Ireneusz Paliński (POL)    | 89.65       | 150.0            | 155.0            | 155.0            | 4                | 135.0        | 140.0        | 140.0        | 7            | 182.5        | 192.5        | 192.5        | 1            | 467.5  |
| 4    | William March (USA)        | 89.80       | 150.0            | 155.0            | 157.5            | 3                | 135.0        | 140.0        | 140.0        | 8            | 177.5        | 177.5        | 182.5        | 6            | 467.5  |
| 5    | Lazăr Baroga (ROU)         | 89.25       | 140.0            | 145.0            | 155.0            | 7                | 130.0        | 135.0        | 137.5        | 6            | 170.0        | 175.0        | 180.0        | 3            | 460.0  |
| 6    | Árpád Nemessányi (HUN)     | 89.90       | 135.0            | 140.0            | 140.0            | 10               | 137.5        | 142.5        | 147.5        | 2            | 172.5        | 177.5        | 180.0        | 7            | 460.0  |
| 7    | Jouni Kailajärvi (FIN)     | 88.30       | 140.0            | 145.0            | 150.0            | 6                | 127.5        | 127.5        | 132.5        | 11           | 175.0        | 180.0        | 187.5        | 2            | 452.5  |
| 8    | Petăr Tačev (BUL)          | 89.40       | 145.0            | 145.0            | 150.0            | 8                | 130.0        | 135.0        | 137.5        | 10           | 170.0        | 182.5        | 182.5        | 10           | 445.0  |
| 9    | John Lewis (CAN 1957-1965) | 89.65       | 135.0            | 135.0            | 142.5            | 12               | 125.0        | 132.5        | 137.5        | 4            | 160.0        | 167.5        | 170.0        | 12           | 440.0  |
| 10   | Kurt Herbst (AUT)          | 88.90       | 127.5            | 132.5            | 135.0            | 11               | 125.0        | 130.0        | 132.5        | 9            | 165.0        | 170.0        | 172.5        | 9            | 437.5  |
| 11   | Sadik Pekunlu (TUR)        | 89.75       | 135.0            | 135.0            | 140.0            | 9                | 120.0        | 125.0        | 130.0        | 13           | 160.0        | 165.0        | 170.0        | 11           | 435.0  |
| 12   | Cheng Sheng-Teh (TWN)      | 86.90       | 125.0            | 132.5            | 132.5            | 16               | 130.0        | 135.0        | 135.0        | 5            | 160.0        | 170.0        | 177.5        | 8            | 430.0  |
| 13   | Ingvar Asp (SWE)           | 89.75       | 130.0            | 130.0            | 135.0            | 13               | 122.5        | 127.5        | 127.5        | 14           | 160.0        | 165.0        | 170.0        | 13           | 422.5  |
| 14   | Norbert Fehr (GER)         | 89.55       | 125.0            | 130.0            | 130.0            | 17               | 125.0        | 130.0        | 130.0        | 12           | 160.0        | 167.5        | 167.5        | 14           | 410.0  |
| 15   | Fernando Torres (PUR)      | 89.75       | 132.5            | 132.5            | 137.5            | 14               | 112.5        | 117.5        | 120.0        | 15           | 155.0        | 162.5        | 162.5        | 15           | 407.5  |
| 16   | Graeme Hall (AUS)          | 88.00       | 125.0            | 130.0            | 135.0            | 15               | 115.0        | 120.0        | 120.0        | 17           | 145.0        | 150.0        | 150.0        | 17           | 390.0  |
| 17   | Mahmoud Shakir (IRQ)       | 89.30       | 115.0            | 120.0            | 120.0            | 18               | 117.5        | 122.5        | —            | 16           | 145.0        | 150.0        | —            | 16           | 382.5  |
| —    | Lou Riecke (USA)           | 89.35       | 142.5            | 147.5            | 147.5            | 5                | 140.0        | 140.0        | —            | —            | —            | —            | —            | —            | —      |
| —    | Leong Chim Seong (MYS)     | 88.75       | 132.5            | 132.5            | 132.5            | —                | —            | —            | —            | —            | —            | —            | —            | —            | —      |

### Oltre i 90 kg.
| Pos. | Atleta                        | Peso atleta | Distensione (kg) | Distensione (kg) | Distensione (kg) | Distensione (kg) | Strappo (kg) | Strappo (kg) | Strappo (kg) | Strappo (kg) | Slancio (kg) | Slancio (kg) | Slancio (kg) | Slancio (kg) | Totale |
| Pos. | Atleta                        | Peso atleta | 1                | 2                | 3                | Pos.             | 1            | 2            | 3            | Pos.         | 1            | 2            | 3            | Pos.         | Totale |
| ---- | ----------------------------- | ----------- | ---------------- | ---------------- | ---------------- | ---------------- | ------------ | ------------ | ------------ | ------------ | ------------ | ------------ | ------------ | ------------ | ------ |
|      | Leonid Žabotyns'kyj (URS)     | 154.45      | 180.0            | 187.5            | 192.5            | 2                | 160.0        | 167.5        | 172.5        | 1            | 200.0        | 217.5        | 217.5        | 1            | 572.5  |
|      | Jurij Vlasov (URS)            | 136.40      | 187.5            | 192.5            | 197.5            | 1                | 162.5        | 162.5        | 162.5        | 3            | 205.0        | 210.0        | 217.5        | 2            | 570.0  |
|      | Norbert Schemansky (USA)      | 120.90      | 180.0            | 180.0            | 180.0            | 3                | 155.0        | 160.0        | 165.0        | 2            | 192.5        | 205.0        | 205.0        | 3            | 537.5  |
| 4    | Gary Gubner (USA)             | 125.45      | 170.0            | 175.0            | 175.0            | 4                | 142.5        | 150.0        | 150.0        | 4            | 187.5        | 195.0        | 195.0        | 7            | 512.5  |
| 5    | Károly Ecser (HUN)            | 133.50      | 165.0            | 170.0            | 175.0            | 5                | 140.0        | 145.0        | 147.5        | 5            | 180.0        | 185.0        | 185.0        | 11           | 507.5  |
| 6    | Mohamed Mahmoud Ibrahim (UAR) | 110.50      | 155.0            | 162.5            | 165.0            | 8                | 135.0        | 142.5        | 145.0        | 7            | 175.0        | 185.0        | 187.5        | 6            | 495.0  |
| 7    | Ivan Veselinov (BUL)          | 115.40      | 160.0            | 165.0            | 165.0            | 7                | 130.0        | 135.0        | 135.0        | 11           | 180.0        | 185.0        | 190.0        | 4            | 490.0  |
| 8    | Hwang Ho-Dong (KOR)           | 113.00      | 155.0            | 160.0            | 162.5            | 9                | 130.0        | 135.0        | 140.0        | 10           | 180.0        | 185.0        | 190.0        | 9            | 482.5  |
| 9    | Don Oliver (NZL)              | 134.10      | 145.0            | 152.5            | 157.5            | 10               | 127.5        | 132.5        | 137.5        | 12           | 182.5        | 190.0        | 197.5        | 5            | 480.0  |
| 10   | Serge Reding (BEL)            | 114.40      | 160.0            | 165.0            | 167.5            | 6                | 125.0        | 130.0        | 130.0        | 14           | 175.0        | 180.0        | 182.5        | 12           | 477.5  |
| 11   | Manfred Rieger (GER)          | 104.15      | 145.0            | 150.0            | 152.5            | 17               | 135.0        | 140.0        | 142.5        | 8            | 180.0        | 185.0        | 190.0        | 8            | 475.0  |
| 12   | Manouchehr Boroumand (IRN)    | 112.60      | 155.0            | 162.5            | 162.5            | 12               | 140.0        | 140.0        | 142.5        | 9            | 170.0        | 175.0        | 175.0        | 15           | 465.0  |
| 13   | Arthur Shannos (AUS)          | 120.70      | 137.5            | 145.0            | 150.0            | 18               | 130.0        | 137.5        | 137.5        | 15           | 177.5        | 185.0        | 190.0        | 10           | 465.0  |
| 14   | Oun Yao-Ling (TWN)            | 105.80      | 140.0            | 147.5            | 152.5            | 19               | 132.5        | 140.0        | 145.0        | 6            | 162.5        | 167.5        | 172.5        | 16           | 460.0  |
| 15   | Ernesto Varona (CUB)          | 111.50      | 155.0            | 155.0            | 155.0            | 11               | 115.0        | 130.0        | 130.0        | 13           | 162.5        | 172.5        | 180.0        | 13           | 457.5  |
| 16   | Abdul Khalik Juad (IRQ)       | 122.90      | 140.0            | 145.0            | 147.5            | 20               | 120.0        | 125.0        | 127.5        | 19           | 165.0        | 170.0        | 172.5        | 14           | 445.0  |
| 17   | Humberto Selvetti (ARG)       | 148.20      | 140.0            | 150.0            | 155.0            | 15               | 120.0        | 125.0        | 130.0        | 16           | 150.0        | 155.0        | 160.0        | 19           | 445.0  |
| 18   | Udo Querch (AUT)              | 127.80      | 155.0            | 155.0            | 160.0            | 14               | 120.0        | 125.0        | 127.5        | 20           | 162.5        | 162.5        | 165.0        | 17           | 442.5  |
| 19   | Hadi Abdul Jabbar (IRQ)       | 120.10      | 145.0            | 150.0            | 152.5            | 16               | 120.0        | 125.0        | 127.5        | 18           | 160.0        | 165.0        | 165.0        | 18           | 440.0  |
| 20   | Brandon Bailey (TTO)          | 117.05      | 155.0            | 165.0            | 165.0            | 13               | 120.0        | 120.0        | 125.0        | 17           | 150.0        | 160.0        | 160.0        | 20           | 425.0  |
| —    | Eino Mäkinen (FIN)            | 118.35      | 137.5            | 142.5            | 142.5            | 21               | 140.0        | 140.0        | —            | —            | —            | —            | —            | —            | —      |